# Індіан-Гарбор-Біч (Флорида)
Індіан-Гарбор-Біч (англ. Indian Harbour Beach) — місто (англ. city) в США, в окрузі Бревард штату Флорида. Населення — 9019 осіб (2020).

## Географія
Індіан-Гарбор-Біч розташований за координатами 28°9′22″ пн. ш. 80°35′57″ зх. д. / 28.15611° пн. ш. 80.59917° зх. д. (28.156056, -80.599258). За даними Бюро перепису населення США в 2010 році місто мало площу 7,02 км², з яких 5,49 км² — суходіл та 1,53 км² — водойми.

## Демографія
Згідно з переписом 2010 року, у місті мешкало 8225 осіб у 3848 домогосподарствах у складі 2324 родин. Густота населення становила 1172 особи/км². Було 4899 помешкань (698/км²).
Расовий склад населення:
| - 94,7 % — білих - 1,7 % — азіатів - 0,9 % — чорних або афроамериканців - 0,2 % — корінних американців |

До двох чи більше рас належало 1,8 %. Частка іспаномовних становила 4,8 % від усіх жителів.
За віковим діапазоном населення розподілялося таким чином: 15,9 % — особи молодші 18 років, 58,6 % — особи у віці 18—64 років, 25,5 % — особи у віці 65 років та старші. Медіана віку мешканця становила 50,2 року. На 100 осіб жіночої статі у місті припадало 93,2 чоловіків; на 100 жінок у віці від 18 років та старших — 89,8 чоловіків також старших 18 років.
Середній дохід на одне домашнє господарство становив 75 794 долари США (медіана — 53 287), а середній дохід на одну сім'ю — 87 546 доларів (медіана — 66 319). Медіана доходів становила 45 988 доларів для чоловіків та 40 918 доларів для жінок. За межею бідності перебувало 12,5 % осіб, у тому числі 19,0 % дітей у віці до 18 років та 5,8 % осіб у віці 65 років та старших.
Цивільне працевлаштоване населення становило 3466 осіб. Основні галузі зайнятості: освіта, охорона здоров'я та соціальна допомога — 21,6 %, роздрібна торгівля — 13,5 %, науковці, спеціалісти, менеджери — 12,9 %, мистецтво, розваги та відпочинок — 12,4 %.